# Mycena tristis
Mycena tristis är en svampart som tillhör divisionen basidiesvampar, och som beskrevs av Maas Geest. Mycena tristis ingår i släktet Mycena, och familjen Favolaschiaceae. Arten har ej påträffats i Sverige.